# Товкай Олександр Андрійович
Олександр Андрійович Товкай (народився 27 жовтня 1971 року в м. Києві) — доктор медичних наук, професор, директор Українського науково-практичного центру ендокринної хірургії, трансплантації ендокринних органів і тканин Міністерства охорони здоров'я України, Заслужений лікар України, лікар-хірург вищої категорії, лікар-онколог.
Професор кафедри хірургії, анестезіології та інтенсивної терапії післядипломної освіти Національного медичного університету імені О. О. Богомольця. Має спеціалізації з хірургії, онкології та організації і управління охорони здоров'я.

## Біографія
Народився Олександр Товкай 27 жовтня 1971 року.
Вищу освіту здобув на медичному факультеті № 2 Національного медичного університету імені О. О. Богомольця в 1999 році.
Упродовж 1999-2001 рр. навчався в інтернатурі зі спеціальності "Хірургія" на базі Національного медичного університету імені О. О. Богомольця.
З лютого по червень 2001 року працював на посаді лікаря-хірурга 4 хірургічного відділення Київської міської клінічної лікарні швидкої медичної допомоги.
З червня 2001 року Олександр Андрійович почав працювати в Українському науково-практичному центрі ендокринної хірургії, трансплантації ендокринних органів і тканин Міністерства охорони здоров'я України на посаді лікаря-хірурга хірургічного відділення.
Науково-педагогічний стаж розпочав у 2003 році на посаді молодшого наукового співробітника відділу ендокринної хірургії Українського науково-практичного центру ендокринної хірургії, трансплантації ендокринних органів і тканин Міністерства охорони здоров'я України.
У 2008 році О. А. Товкай захистив кандидатську дисертацію зі спеціальності "Хірургія" на тему "Аутотрансплантація тиреоїдної тканини у ранньому післяопераційному періоді в хірургічному лікуванні двобічного багатовузлового зоба". У 2015 році присвоєно вчене звання старшого наукового співробітника із спеціальності "Хірургія".
У грудні 2018 року Олександр Товкай був призначений на посаду директора Українського науково-практичного центру ендокринної хірургії, трансплантації ендокринних органів і тканин МОЗ України.
Професор О. А. Товкай є автором 8 патентів на корисну модель України. Має понад 80 публікацій у вітчизняних і закордонних наукових виданнях. Брав участь і виступав із доповідями на численних наукових медичних форумах, зокрема на конгресах Європейської спілки хірургів (ESS) у м. Відень (Австрія), м. Валетта (Мальта) та м. Сантьяго-де-Компостела (Іспанія), Європейської спілки ендокринних хірургів (ESES) у м. Краків (Польща), Американської асоціації щитоподібної залози (ATA) в м. Орландо (США), Міжнародної федерації діабету (IDF) в м. Пусан (Південна Корея); воркшопі з питань асимптомного первинного гіперпаратиреозу в м. Флоренція (Італія) та "Інновації в хірургії" в Нью-Гейвен (США). У 2018 році проходив клінічне стажування з прогресивної хірургії щитоподібної залози в м. Грац (Австрія).
Олександр Андрійович є головним редактором рецензованого наукового спеціалізованого медичного журналу "Clinical Endocrinology and Endocrine Surgery. Клінічна ендокринологія та ендокринна хірургія", а також членом редколегій наукових журналів "Ендокринологія" та "Міжнародний ендокринологічний журнал".
У червні 2020 року захистив докторську дисертацію зі спеціальності "Хірургія" на тему "Захворювання надниркових залоз та їх хірургічне лікування із застосуванням відео-ендоскопічних операцій".
З 2019 року займається викладацькою діяльністю в Національному медичному університеті імені О. О. Богомольця, спочатку на кафедрі ендокринології, а з 2020 року — на кафедрі хірургії, анестезіології та інтенсивної терапії післядипломної освіти.
Олександр Андрійович брав участь як член робочої групи Міністерства охорони здоров'я України в розробці протоколу "Надання медичної допомоги для лікування коронавірусної хвороби (COVID-19)".
Від початку свого професійного шляху й дотепер щоденно займається лікувально-консультативною роботою та проводить оперативні втручання з приводу патології ендокринних залоз, органів черевної порожнини та інших хірургічних хвороб.
Лікувальна справа, наукова, управлінська та громадська діяльність і сім'я — це те, заради чого варто жити і діяти, це — найвагоміші сенси Олександра Товкая.